# Гомбервиль, Марен Леруа де
Маре́н Леруа́ де Гомберви́ль (фр. Marin Le Roy de Gomberville; 1600, Париж — 14 июня 1674, там же) — французский писатель, представитель прециозной литературы.

## Биография
Гомбервиль был родом из дворянской семьи. Стоял у истоков Французской Академии (избран в 1634 году, кресло № 21), участвовал в разработке её устава и Словаря Академии. К концу жизни обратился к янсенизму.

## Творчество
Первый сборник стихов Гомбервиль написал в четырнадцатилетнем возрасте и посвятил его теме старости. В 1620 году сочинил несколько сонетов в духе Теофиля де Вио. Большой успех имел его роман «Каритея» (La Caritée, 1621), соединяющий в себе влияние «Астреи» Оноре д’Юрфе и «Путешествия удачливых принцев» Бероальда де Вервиля. Действие романа разворачивается в Египте, однако в образах главных героев угадываются аллюзии на известных исторических лиц XVI—XVII веков, в том числе Людовика XIII и Карла IX. Среди созданных Гомбервилем в конце жизни благочестивых сочинений: аллегорический роман «Цитерея» (Cythérée, 1640) и эмблематологический трактат «Доктрина нравов» (La Doctrine des moeurs, 1651).

### «Полександр»
Самым знаменитым романом Гомбервиля является неоднократно перерабатывавшийся «Полександр» (Polexandre, 1619, 1629, 1632, 1637, 1638), окончательная версия которого включала пять томов (около пяти тысяч страниц). «Полександр» — яркий образец прозы барокко с многочисленными приключениями, сражениями, дуэлями, кораблекрушениями. Главная особенность «Полександра» заключается в обилии географических сведений. Главный герой пускается в поиски принцессы Алкидианы и посещает, в числе других стран, Сенегал, Канарские острова, Мексику, Перу и Антильские острова. Гомбервиль пользовался документальными источниками — реляциями путешественников (в том числе Гарсиласо де ла Вега и Акоста) и буквально зачаровывал современников экзотическими топонимами.
Лафонтен в балладе «О чтении романов и книг о любви» (1665) замечает, что перечитывал «Полександра» «двадцать и двадцать раз».

### Финал «Астреи»
Роман «Астрея» не был завершён его автором Оноре д’Юрфе. В 1626 году был издан (под именем Борстель, Borstel) апокрифический финал «Астреи» (так называемый «шестой том» романа). В отличие от обычно публикуемого финала Бальтазара Баро, вариант Борстеля оканчивается печально. Как показал исследователь Б. Ион, под псевдонимом «Борстель», скорее всего, скрывался Гомбервиль.